# Ibn Qalāqis
(Ibn Qalāqis, Naṣr Allāh ibn ʿAbd Allāh al-mulaqqab al-Qāḍī al-aʿazz)
Ibn Qalāqis, (in arabo ﺍﺑﻦ ﻗﻠﺎ ﻗﺲ‎?), ossia Naṣr Allāh ibn ʿAbd Allāh al-mulaqqab al-Qāḍī al-aʿazz, (Alessandria d'Egitto, 1137 – 1172), è stato un mistico arabo musulmano, rinomato compositore di un Dīwān poetico, e non meno apprezzato epistolografo.

## Biografia
Visitò Aden, Zabib e 'Aydhab e lasciò una descrizione dei suoi viaggi in Sicilia, governata allora dal casato normanno degli Altavilla, che egli visitò tra l'11 maggio 1168 e la fine di aprile del 1169, lasciandoci una vivida descrizione delle sue bellezze naturali e dell'ambiente di corte normanno, in parte non esigua ancora composto da musulmani, coi suoi tanti palazzi reali e l'atmosfera colta che si poteva respirare nell'isola.
Molti dei suoi componimenti e delle sue lettere (genere letterario in cui si esprimeva spesso la raffinatezza e la sensibilità culturale dei musulmani, tanto da essere grandemente apprezzato fin dagli esordi della letteratura araba) sono dedicate al suo protettore Abū l-Qāsim ibn Ḥammūd, detto Ibn al-Ḥajar, un siciliano di fede islamica che era senza dubbio il più importante referente politico dei musulmani isolani, come lo erano stati prima di lui i suoi antenati.
Le descrizioni di Ibn Qalāqis sono importanti, perché riguardano il periodo, ancora sostanzialmente propizio per l'elemento islamico siciliano, di quattro anni precedente alla morte del giovane re Guglielmo II di Sicilia (Guglielmo il Buono), dopo la quale si avranno diverse rivolte islamiche nell'isola, cui più tardi porrà bruscamente e definitivamente fine l'Imperatore Federico II che porterà i musulmani rimasti in Sicilia nell'insediamento musulmano di Lucera.